# Toray Pan Pacific Open
Toray Pan Pacific Open (яп. 東レ・パン・パシフィック・テニス) — щорічний тенісний турнір, який проводить Жіноча тенісна асоціація починаючи з 1984 в Токіо, Японія. Належав до турнірів першої категорії (з 1993), а з 2014 року — до турнірів прем'єрного рівня. На початку турнір проводився на закритих килимних кортах Токійського палацу спорту, але з 2008 року його перенесено на відкриті хардові корти арени Ariake Coliseum. Турнір проводиться протягом третього тижня вересня.

## Історія турніру
Турнір проводиться з 1984 року. У 1993-2013 роках змагання мало вищий статус в регулярному календарі жіночого туру, але у 2014 році, втративши частину спонсорів, організатори змушені були добровільно знизити статус свого призу, продавши колишню ліцензію турніру Wuhan Open, а самим викупивши місце в календарі у змагання молодшої прем'єр серії в Карлсбаді.
Довгий час турнір проводився в залі Токійського палацу спорту на кортах з килимовим покриттям, але з 2008 року, змінивши строки проведення та розширивши сітку турніру змагання переїхало на відкриті корти Ariake Tennis Forest Park. Головна арена цього комплексу має розсувний дах, який організатори змагання часто використовують у періоди дощу в цьому районі Токіо.
Переможниці та фіналістки
Двом тенісисткам вдавалося перемагати в Токіо відразу по чотири рази. Ліндсі Девенпорт і Мартіна Хінгіс виграли на пару всі турніри в одиночному розряді між 1997 і 2003 роками. Єдиною японкою, яка перемагала в цьому розряді токійського турніру є Кіміко Дате, яка виграла змагання 1995 року. Двічі фінал одиночного розряду проходив за скороченою програмою: 1997 року Штеффі Граф не вийшла на вирішальний матч, а 12 років по тому Єлена Янкович знялася після семи геймів.
Найтитулованішими тенісистками в історії парного розряду є американка Ліза Реймонд і чешка Гелена Сукова, які п'ять разів брали головний трофей змагань. Найкращий виступ японок на домашньому турнірі датується 2018 роком, коли Като Мію та Ніномія Макото виграли турнір.

## Фінали

### Одиночний розряд
| Рік                     | Чемпіон                                             | Фіналіст                                            | Рахунок                                             |
| ----------------------- | --------------------------------------------------- | --------------------------------------------------- | --------------------------------------------------- |
| 1973                    | Біллі Джин Кінг                                     | Ненсі Річі                                          | 7–6, 5–7, 6–3                                       |
| 1974                    | Савамацу Кадзуко                                    | Венді Овертон                                       | 6–4, 7–5                                            |
| 1975                    | Маргарет Корт                                       | Івонн Гулагонг-Коулі                                | 6–7, 6–1, 7–6                                       |
| 1976                    | Бетті Стеве                                         | Маргарет Корт                                       | 1–6, 6–4, 6–3                                       |
| 1977                    | Вірджинія Вейд                                      | Мартіна Навратілова                                 | 7–5, 5–7, 6–4                                       |
| 1978                    | Вірджинія Вейд                                      | Бетті Стеве                                         | 6–4, 7–6                                            |
| 1979                    | Біллі Джин Кінг                                     | Івонн Гулагонг-Коулі                                | 6–4, 7–5                                            |
| 1980                    | Біллі Джин Кінг                                     | Террі Голледей                                      | 7–5, 6–4                                            |
| 1981                    | Енн Кійомура                                        | Беттіна Бюнге                                       | 6–4, 7–5                                            |
| 1982                    | Беттіна Бюнге                                       | Барбара Поттер                                      | 7–6, 6–2                                            |
| 1983                    | Ліса Бондер                                         | Андреа Єйгер                                        | 6–2, 5–7, 6–1                                       |
| 1984                    | Мануела Малеєва                                     | Клаудія Коде-Кільш                                  | 3-6, 6-4, 6-4                                       |
| 1985                    | Мануела Малеєва                                     | Гадусек Бонні                                       | 7-6(2), 3-6, 7-5                                    |
| 1986                    | Штеффі Граф                                         | Мануела Малеєва                                     | 6-4, 6-2                                            |
| 1987                    | Габріела Сабатіні                                   | Мануела Малеєва                                     | 6-4, 7-6(6)                                         |
| 1988                    | Пем Шрайвер                                         | Гелена Сукова                                       | 7-5 6-1                                             |
| 1989                    | Мартіна Навратілова                                 | Лорі Макніл                                         | 6-7(3), 6-3, 7-6(5)                                 |
| ↓ Турніри WTA Tier II ↓ |                                                     |                                                     |                                                     |
| 1990                    | Штеффі Граф                                         | Санчес Вікаріо Аранча                               | 6-1, 6-2                                            |
| 1991                    | Габріела Сабатіні                                   | Мартіна Навратілова                                 | 2-6, 6-2, 6-4                                       |
| 1992                    | Габріела Сабатіні                                   | Мартіна Навратілова                                 | 6-2, 4-6, 6-2                                       |
| ↓ Турніри WTA Tier I ↓  |                                                     |                                                     |                                                     |
| 1993                    | Мартіна Навратілова                                 | Савченко-Нейланд Лариса                             | 6-2, 6-2                                            |
| 1994                    | Штеффі Граф                                         | Мартіна Навратілова                                 | 6-2, 6-4                                            |
| 1995                    | Дате Кіміко                                         | Ліндсі Девенпорт                                    | 6-1, 6-2                                            |
| 1997                    | Мартіна Хінгіс                                      | Штеффі Граф                                         | знялася                                             |
| 1998                    | Ліндсі Девенпорт                                    | Мартіна Хінгіс                                      | 6-3, 6-3                                            |
| 1999                    | Мартіна Хінгіс                                      | Котцер Аманда                                       | 6-2, 6-1                                            |
| 2000                    | Мартіна Хінгіс                                      | Тестю Сандрін                                       | 6-3, 7-5                                            |
| 2001                    | Ліндсі Девенпорт                                    | Мартіна Хінгіс                                      | 6-7(4), 6-4 6-2                                     |
| 2002                    | Мартіна Хінгіс                                      | Селеш Моніка                                        | 7-6(6), 4-6, 6-3                                    |
| 2003                    | Ліндсі Девенпорт                                    | Селеш Моніка                                        | 6-7(6), 6-1, 6-2                                    |
| 2004                    | Ліндсі Девенпорт                                    | Магдалена Малеєва                                   | 6-4, 6-1                                            |
| 2005                    | Марія Шарапова                                      | Ліндсі Девенпорт                                    | 6-1, 3-6, 7-6(5)                                    |
| 2006                    | Дементьєва Олена                                    | Мартіна Хінгіс                                      | 6-2, 6-0                                            |
| 2007                    | Мартіна Хінгіс                                      | Ана Іванович                                        | 6-4, 6-2                                            |
| 2008                    | Дінара Сафіна                                       | Кузнєцова Світлана                                  | 6–1, 6–3                                            |
| 2009                    | Марія Шарапова                                      | Єлена Янкович                                       | 5–2, знялася                                        |
| 2010                    | Каролін Возняцкі                                    | Олена Дементьєва                                    | 1–6, 6–2, 6–3                                       |
| 2011                    | Агнешка Радванська                                  | Віра Звонарьова                                     | 6–3, 6–2                                            |
| 2012                    | Надія Петрова                                       | Агнешка Радванська                                  | 6–0, 1–6, 6–3                                       |
| 2013                    | Петра Квітова                                       | Анджелік Кербер                                     | 6–2, 0–6, 6–3                                       |
| ↓ Турніри WTA Premier ↓ |                                                     |                                                     |                                                     |
| 2014                    | Ана Іванович                                        | Каролін Возняцкі                                    | 6–2, 7–6(7–2)                                       |
| 2015                    | Агнешка Радванська (2)                              | Белінда Бенчич                                      | 6–2, 6–2                                            |
| 2016                    | Каролін Возняцкі (2)                                | Наомі Осака                                         | 7–5, 6–3                                            |
| 2017                    | Каролін Возняцкі (3)                                | Анастасія Павлюченкова                              | 6-0, 7–5                                            |
| 2018                    | Кароліна Плішкова                                   | Наомі Осака                                         | 6–4, 6–4                                            |
| 2019                    | Наомі Осака                                         | Анастасія Павлюченкова                              | 6–2, 6–3                                            |
| 2020-2021               | Не проводився через пандемію коронавірусної хвороби | Не проводився через пандемію коронавірусної хвороби | Не проводився через пандемію коронавірусної хвороби |
| ↓ Турніри WTA 500 ↓     |                                                     |                                                     |                                                     |
| 2022                    | Людмила Самсонова                                   | Чжен Ціньвень                                       | 7–5, 7–5                                            |
| 2023                    | Вероніка Кудерметова                                | Джессіка Пегула                                     | 7–5, 6–1                                            |
| 2024                    | Чжен Ціньвень                                       | Софія Кенін                                         | 7–6(7–5), 6–3                                       |

### Парний розряд
| Рік                   | Чемпіонки                                           | Фіналістки                                          | Рахунок                                             |
| --------------------- | --------------------------------------------------- | --------------------------------------------------- | --------------------------------------------------- |
| 1984                  | Клаудія Коде-Кільш Гелена Сукова                    | Елізабет Сеєрс Катрін Танв'є                        | 6–4, 6–4                                            |
| 1985                  | Клаудія Коде-Кільш (2) Гелена Сукова (2)            | Мерселла Мескер Елізабет Сеєрс-Смайлі               | 6–0, 6–4                                            |
| 1986                  | Беттіна Бунге Штеффі Граф                           | Катеріна Малєєва Мануела Малеєва                    | 6–1, 6–7(4–7), 6–2                                  |
| 1987                  | Енн Вайт Робін Вайт                                 | Катеріна Малєєва Мануела Малеєва                    | 6–1, 6–2                                            |
| 1988                  | Пем Шрайвер Гелена Сукова (3)                       | Джиджі Фернандес Робін Вайт                         | 4–6, 6–2, 7–6(7–5)                                  |
| 1989                  | Катріна Адамс Зіна Гаррісон                         | Мері Джо Фернандес Клаудія Коде-Кільш               | 6–3, 3–6, 7–6(7–5)                                  |
| 1990                  | Джиджі Фернандес Елізабет Сеєрс-Смайлі              | Джо-Анн Фолл Рейчел Маккіллан                       | 6–2, 6–2                                            |
| 1991                  | Кеті Джордан Елізабет Сеєрс-Смайлі (2)              | Мері Джо Фернандес Робін Вайт                       | 4–6, 6–0, 6–3                                       |
| 1992                  | Аранча Санчес Гелена Сукова (4)                     | Мартіна Навратілова Пем Шрайвер                     | 7–5, 6–1                                            |
| ↓ Турнір I рівня ↓    |                                                     |                                                     |                                                     |
| 1993                  | Мартіна Навратілова Гелена Сукова (5)               | Лорі Макнейл Ренне Стаббс                           | 6–4, 6–3                                            |
| 1994                  | Елізабет Сеєрс-Смайлі (3) Пем Шрайвер               | Манон Боллеграф Мартіна Навратілова                 | 6–3, 3–6, 7–6(7–3)                                  |
| 1995                  | Джиджі Фернандес (2) Наташа Звєрєва                 | Ліндсі Девенпорт Ренне Стаббс                       | 6–0, 6–3                                            |
| 1996                  | Джиджі Фернандес (3) Наташа Звєрєва (2)             | Маріан де Свардт Іріна Спирля                       | 7–6(9–7), 6–3                                       |
| 1997                  | Ліндсі Девенпорт Наташа Звєрєва (3)                 | Джиджі Фернандес Мартіна Хінгіс                     | 6–4, 6–3                                            |
| 1998                  | Мартіна Хінгіс Мір'яна Лучич                        | Ліндсі Девенпорт Наташа Звєрєва                     | 7–5, 6–4                                            |
| 1999                  | Ліндсі Девенпорт (2) Наташа Звєрєва (4)             | Мартіна Хінгіс Яна Новотна                          | 6–2, 6–3                                            |
| 2000                  | Мартіна Хінгіс (2) Марі П'єрс                       | Александра Фусаї Наталі Тозья                       | 6–4, 6–1                                            |
| 2001                  | Ліза Реймонд Ренне Стаббс                           | Анна Курникова Ірода Туляганова                     | 7–6(7–5), 2–6, 7–6(8–6)                             |
| 2002                  | Ліза Реймонд (2) Ренне Стаббс (2)                   | Ельс Калленс Роберта Вінчі                          | 6–1, 6–1                                            |
| 2003                  | Олена Бовіна Ренне Стаббс (3)                       | Ліндсі Девенпорт Ліза Реймонд                       | 6–3, 6–4                                            |
| 2004                  | Кара Блек Ренне Стаббс (4)                          | Олена Лиховцева Магдалена Малеєва                   | 6–0, 6–1                                            |
| 2005                  | Жанетт Гусарова Олена Лиховцева                     | Ліндсі Девенпорт Коріна Мораріу                     | 6–4, 6–3                                            |
| 2006                  | Ліза Реймонд (3) Саманта Стосур                     | Кара Блек Ренне Стаббс                              | 6–2, 6–1                                            |
| 2007                  | Ліза Реймонд (4) Саманта Стосур (2)                 | Ваня Кінґ Ренне Стаббс                              | 7–6(8–6), 3–6, 7–5                                  |
| 2008                  | Ваня Кінґ Надія Петрова                             | Ліза Реймонд Саманта Стосур                         | 6–1, 6–4                                            |
| ↓ Прем'єрний 5 ↓      |                                                     |                                                     |                                                     |
| 2009                  | Аліса Клейбанова Франческа Ск'явоне                 | Даніела Гантухова Аї Сугіяма                        | 6–4, 6–2                                            |
| 2010                  | Івета Бенешова Барбора Заглавова-Стрицова           | Шахар Пеєр Пен Шуай                                 | 6–4, 4–6, [10–8]                                    |
| 2011                  | Лізель Губер Ліза Реймонд (5)                       | Хісела Дулко Флавія Пеннетта                        | 7–6(7–4), 0–6, [10–6]                               |
| 2012                  | Ракель Копс-Джонс Абігейл Спірс                     | Анна-Лена Гренефельд Квета Пешке                    | 6–1, 6–4                                            |
| 2013                  | Кара Блек (2) Саня Мірза                            | Чжань Хаоцін Лізель Губер                           | 4–6, 6–0, [11–9]                                    |
| ↓ Прем'єрного рівня ↓ |                                                     |                                                     |                                                     |
| 2014                  | Кара Блек (3) Саня Мірза (2)                        | Гарбінє Мугуруса Карла Суарес Наварро               | 6–2, 7–5                                            |
| 2015                  | Гарбінє Мугуруса Карла Суарес Наварро               | Чжань Хаоцін Чжань Юнжань                           | 7–5, 6–1                                            |
| 2016                  | Саня Мірза (3) Барбора Стрицова (2)                 | Лян Чень Ян Чжаосюань                               | 6–1, 6–1                                            |
| 2017                  | Андрея Клепач Марія Хосе Мартінес Санчес            | Дарія Гаврилова Дарія Касаткіна                     | 6–3, 6–2                                            |
| 2018                  | Като Мію Ніномія Макото                             | Андреа Сестіні Главачкова Барбора Стрицова          | 6–4, 6–4                                            |
| 2019                  | Чжань Хаоцін Латіша Чжань                           | Сє Шувей Сє Юцзє                                    | 7–5, 7–5                                            |
| 2020-2021             | Не проводився через пандемію коронавірусної хвороби | Не проводився через пандемію коронавірусної хвороби | Не проводився через пандемію коронавірусної хвороби |
| ↓ Турніри WTA 500 ↓   |                                                     |                                                     |                                                     |
| 2022                  | Габріела Дабровскі Джуліана Ольмос                  | Ніколь Меліхар Еллен Перес                          | 6–4, 6–4                                            |
| 2023                  | Ульрікке Ейкері Інгрід Ніл                          | Ходзумі Ері Ніномія Макото                          | 3–6, 7–5, [10–5]                                    |
| 2024                  | Аояма Сюко Ходзумі Ері                              | Ена Сібахара Лаура Зігемунд                         | 6–4, 7–6(7–3)                                       |